# Liopholis guthega
Espèce
Synonymes
- Egernia guthega Donnellan, Hutchinson, Dempsey & Osborne, 2002

Statut de conservation UICN

 EN B2ab(iii) : En danger
Liopholis guthega est une espèce de sauriens de la famille des Scincidae.

## Répartition
Cette espèce est endémique d'Australie. Elle se rencontre en Nouvelle-Galles du Sud et au Victoria.

## Description
C'est un saurien vivipare.

## Étymologie
Cette espèce est nommée en référence au lieu de sa découverte : Guthega.

## Publication originale
- Donnellan, Hutchinson, Dempsey & Osborne, 2002 : Systematics of the Egernia whitii species group (Lacertilia: Scincidae) in south-eastern Australia. Australian Journal of Zoology, vol. 50, p. 439-459.